# Club Balonmano Cangas
Club Balonmano Cangas (Frigoríficos del Morrazo) je španjolski rukometni klub iz Cangasa de Morrazo iz autonomna zajednica Galicije. 

## Povijest
Klub je osnovan 1961. godine.

## Poznati igrači
- Venio Losert

## Vanjske poveznice
- Službena stranica kluba (španjolski)